# Garagentorhandsender

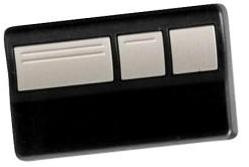
3-Kanal-Sender für Garagentore

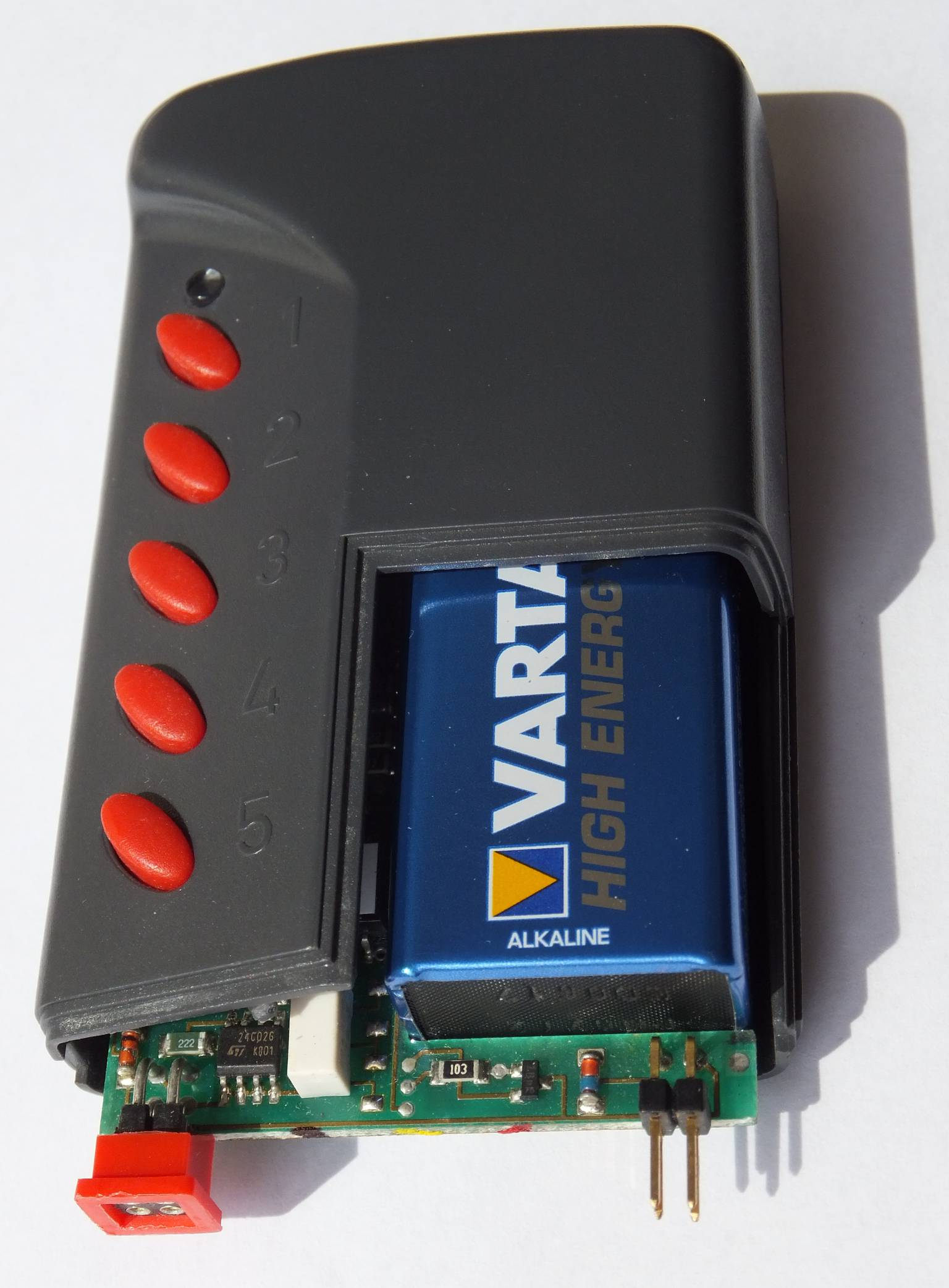
5-Kanal-Garagentorsender, geöffnet, sichtbar sind die Kontakte zur Programmierung der Tasten

Garagentor-Handsender werden zur Funkfernbedienung von Garagentoren eingesetzt. Mit ihnen lassen sich Befehle zum Öffnen- bzw. Schließen des Garagentors aus der Ferne senden. Der Funkbefehl wird von einem Empfänger aufgenommen und die vorher festgelegte Aktion ausgelöst.

## Allgemeines
Es gibt in Europa unzählige Handsendertypen zur Steuerung von Garagentoren. Viele Modelle sind untereinander nicht kompatibel. Neben Farbe, Form, Tasten und Batterie sind technische Unterschiede vorhanden in Betriebsfrequenz, Modulation und Codierung. Miteinander arbeiten können nur kompatible Funksysteme. Für Ersatzteil-Beschaffung oder Nachbestellung ist es deshalb erforderlich, das vorhandene Funksystem (Typ) des eigenen Garagentorantriebs genau zu bestimmen.

## Betriebsfrequenz und Modulation
Der Steuerbefehl vom Handsender zum Funkempfänger wird per moduliertem Funksignal übertragen. Überwiegend werden in Deutschland folgende Frequenzen verwendet: 27 MHz Band, 40 MHz Band, 434 MHz Band, 868 MHz Band.
| Frequenz (MHz) | Modulation |
| -------------- | ---------- |
| 26,975         | AM         |
| 26,995         | AM         |
| 27,015         | AM         |
| 40,685         | AM + FM    |
| 433,92         | AM + FM    |
| 434,42         | FM         |
| 868,3          | AM + FM    |
| 868,865        | FM         |
| 868,95         | FM         |

Unter den beiden verschiedenen Modulationsarten versteht man Folgendes:
AM = Amplituden-Modulation, d. h. der Handsender wird elektronisch im Rhythmus der Codierung ein- und ausgeschaltet. Die Höhe der Amplitude, also des Ausschlags wird verändert.
FM = Frequenz-Modulation, d. h. die Betriebsfrequenz des Handsenders wird elektronisch im Rhythmus der Codierung geringfügig verändert. Die Häufigkeit der Amplitude in einer bestimmten Zeitspanne wird verändert.

## Codierungen
Damit ein Handsender nur den zugehörigen Funkempfänger oder Geräte steuert, wird eine Codierung benötigt. Dadurch soll verhindert werden, dass fremde Garagentorhandsender einen Funkempfänger bedienen, ein unberechtigter Zugriff wird somit verhindert.
Folgende Codiersysteme sind verbreitet:
- 12-Bit-Linear-Code, meist einstellbar über Codierschalter im Handsender
- 18-Bit-Linear-Code, teilweise einstellbar über Codierschalter im Handsender oder ab Hersteller fest eingestellt.
- Rollcode, Wechselcode, Keeloq, Sommers Somloq[1], Hörmanns Bisecur[2] etc.; wechselnder oder rollierender Code, ohne Codierschalter im Handsender vom Hersteller fest programmiert, diese Sender müssen am Empfänger eingelernt werden.

## Einlernen und Störungen
An den Empfänger-Modellen befindet sich zumeist eine sogenannte „Lern-Taste“. Nach dem Drücken ist er bereit zum Einlernen des Handsenders. Meist zeigt eine LED die Lernbereitschaft an.
Älteren Systeme funktionieren über eine Codierung, die manuell über Schiebeschalter eingestellt wird. Dabei muss auf Übereinstimmung in den Sendern und Empfängern geachtet werden.
Störungen entstehen, wenn die Reichweite zu gering oder die Strecke zwischen Sender und Empfänger nicht frei von Hindernissen ist. Wenn Störquellen, wie Computer, Babyphone, Funk-Kopfhörer etc. auf gleicher Frequenz senden, kann die Kommunikation unterbrochen sein. Bei PKW-Modellen mit beheizbarer Windschutzscheibe kann es durch die feinen Drähte für den Beschlagschutz zu einer verringerten Reichweite kommen.